# Qikiqtarjuaq
För andra betydelser, se Qikiqtarjuaq (olika betydelser).
Qikiqtarjuaq, inuit ᕿᑭᖅᑕᕐᔪᐊᖅ (tidigare Broughton Island), är en ö och ett samhälle på ön Broughton Island öster om Baffinön i Qikiqtaalukregionen i det kanadensiska territoriet Nunavut. Befolkningen uppgick år 2016 till 598 invånare. Strax söder om samhället finns flygplatsen Qikiqtarjuaq Airport.
En gång om året arrangerar samhället en "vandring mot självmord". Deltagarna vandrar 60 km över tundran från en gammal valfångststation vid namn "Kivitu". Vandringen tar två och en halv dag att genomföra och syftet är att införliva hopp inom samhället. 